# La Ferrassie

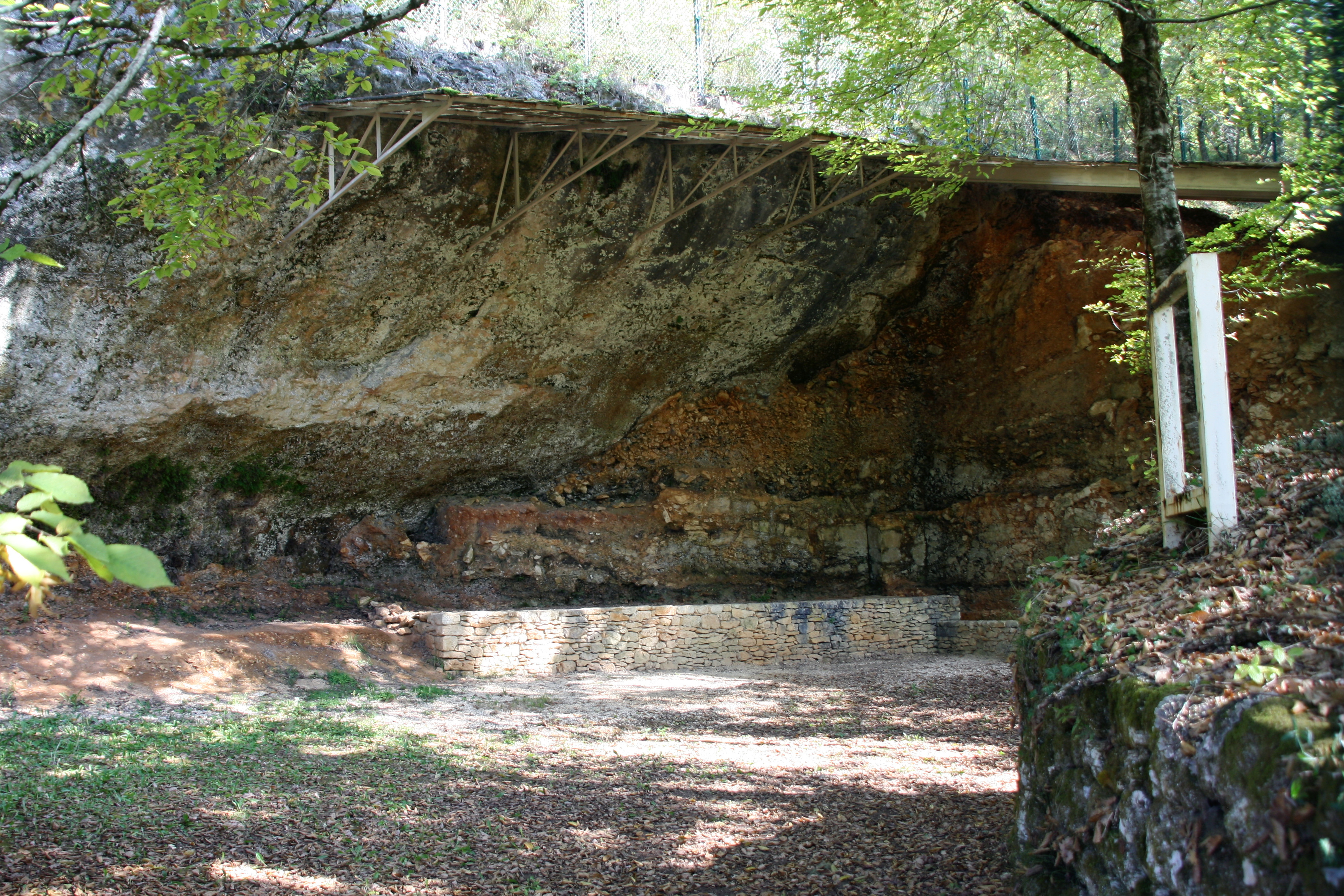

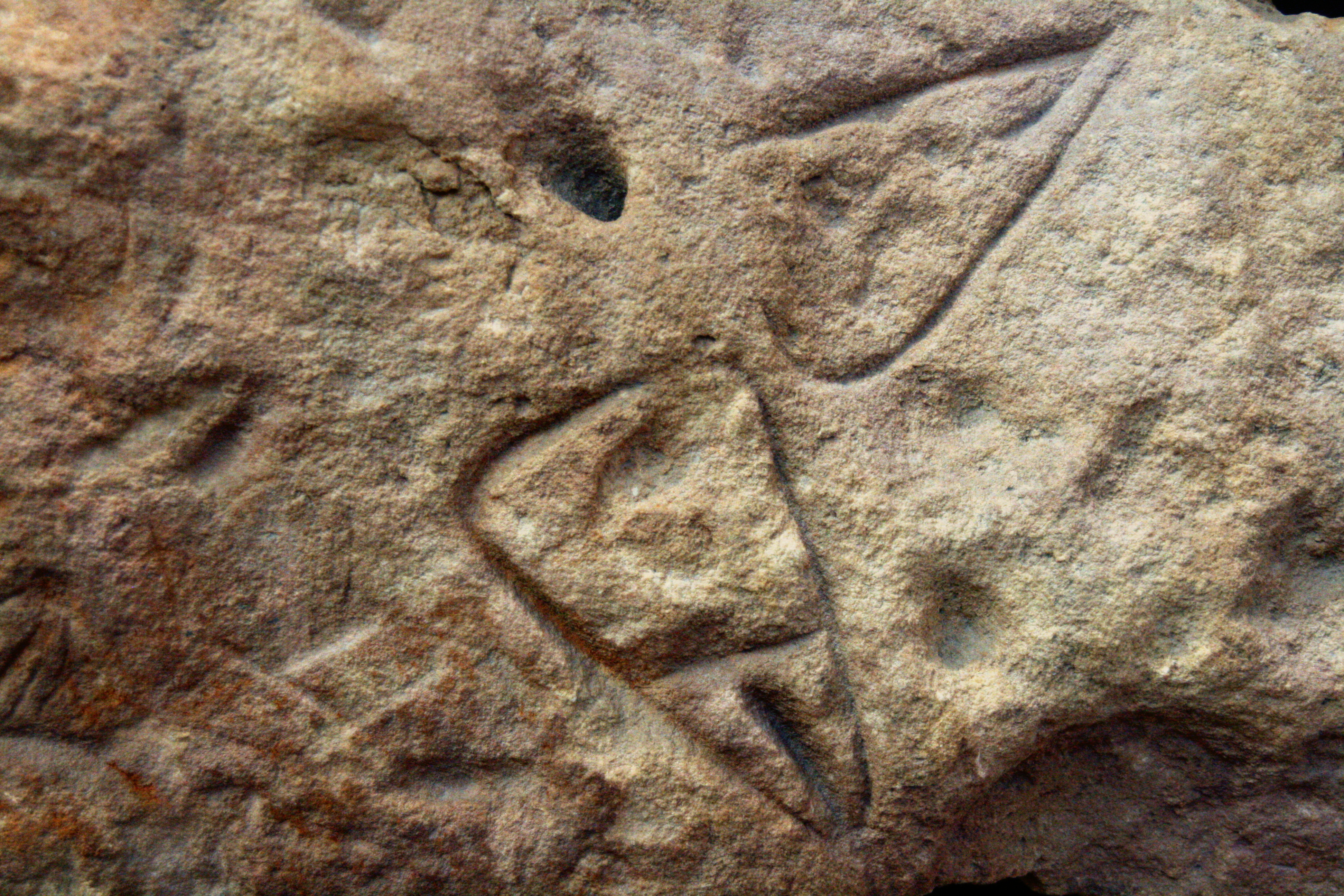
Grabado de una vulva en un refugio rocoso.

La Ferrassie es un yacimiento arqueológico en Savignac-de-Miremont, en la Dordoña, Francia. El yacimiento, localizado en el valle del Vézère, consta de una cueva grande y profunda flanqueada por dos refugios rocosos dentro de un acantilado de caliza, bajo el cual hay un talud.

## Edad
Los artefactos encontrados en el yacimiento pertenecen a la cultura Musteriense (300.000-30.000 a. C.), Auriñaciense (45.000–35.000 a. C.), y Perigordiense (35.000–20.000 a. C.). El área de cueva contiene objetos del Gravetiense (32.000–22.000 a. C.) y el talud contiene objetos de todas estas edades así como del Châtelperroniense (hace 35.000-29.000 a. C.). El sitio fue abandonado durante el período Gravetiense (hacia 27.000 a. C.). Las complejas estructuras de enterramiento musterienses encontradas en La Ferrasie (los cuerpos fueron depositados en fosas excavadas tendidos de lado con las piernas flexionadas) finalmente proporcionaron la primera evidencia de la práctica del entierro entre los neandertales. 

## Historia de exploración
Una área pequeña del yacimiento fue inicialmente investigado por M. Tabanou en 1896, un profesor que murió a causa de un derrumbamiento en el refugio de Badegoule poco después. Denis Peyrony y Louis Capitan exploraron el yacimiento en 1905, 1907 y 1912; Peyrony en 1934, Henri Delporte en 1969 y 1984, y Delporte con Tuffreau en 1984.

## Fósiles
Al menos siete neandertales fueron encontrados enterrados en La Ferrassie, incluyendo niños y un feto. Todos los  especímenes fueron encontrados en unos estrechos 60 cm de la capa arqueológica, que data de hace 74-68 mil años.
| Nombre            | Edad                   | Notas |
| ----------------- | ---------------------- | --- |
| La Ferrassie 1 ♂  | 45                     | El esqueleto de un hombre adulto, con el cráneo neandertal más completo nunca encontrado. Descubierto en 1909.                                                             |
| La Ferrassie 2 ♀  | 25–30                  | Cráneo y esqueleto incompleto de una mujer neandertal, encontrados en 1910 y datado en 74-68,000 a. C. Actualmente se halla en el Museo del Hombre.                        |
| La Ferrassie 3    | 10                     | Un esqueleto parcial de un niño.: 30–31 |
| La Ferrassie 4    | 8,5 meses (edad fetal) | Los huesos de un feto a término o de un bebé recién nacido. Se piensa que pertenece a Le Moustier 2.                                                                       |
| La Ferrassie 4bis | ~12 días: 26           | Un esqueleto parcial de un bebé de pocos días.: 30–31 |
| La Ferrassie 5    | ~7 meses (edad fetal)  | Feto: 38 |
| La Ferrassie 6    | 3–5 años               | Esqueleto casi completo de un juvenil descubierto en 1921. |
| "La Ferrassie 7"  | –                      | Un astrágalo nombrado LF7 por Boule (1924), quién pensó, a pesar de su pequeño tamaño, que representaba un tercer adulto. Ahora se cree que es parte de La Ferrassie 3.: 6 |
| La Ferrassie 8    | 22–26 meses: 41        | Niño/a con dientes bien preservados. |